# Phlebarcys klossi
Phlebarcys klossi är en insektsart som beskrevs av Victor Lallemand 1928. Phlebarcys klossi ingår i släktet Phlebarcys och familjen spottstritar. Inga underarter finns listade i Catalogue of Life.